# Diagrama de constel·lació de senyal

Un 8-PSK. La informació transmesa segons l'esquema descrit al diagrama anterior està codificada com un dels 8 "símbols", cadascun representant 3 bits de dades. Cada símbol està codificat com un canvi de fase diferent de l'ona sinusoïdal portadora: 0°, 45°, 90°, 135°, 180°, 225°, 270°, 315°.

Un diagrama de constel·lació per a 16-QAM rectangular.

Un diagrama de constel·lació és una representació d'un senyal modulat per un esquema de modulació digital com ara la modulació d'amplitud en quadratura o la modificació de fase. Mostra el senyal com un diagrama de dispersió del pla xy bidimensional en el pla complex als instants de mostreig de símbols. D'una manera similar a la d'un diagrama fasor, l'angle d'un punt, mesurat en sentit contrari a les agulles del rellotge des de l'eix horitzontal, representa el canvi de fase de l'ona portadora a partir d'una fase de referència; la distància d'un punt des de l'origen representa una mesura de l'amplitud o potència del senyal.
En un sistema de modulació digital, la informació es transmet com una sèrie de mostres, cadascuna ocupant un interval de temps uniforme. Durant cada mostra, l'ona portadora té una amplitud i una fase constants, que es restringeixen a un d'un nombre finit de valors. Així, cada mostra codifica un d'un nombre finit de "símbols", que al seu torn representen un o més dígits binaris (bits) d'informació. Cada símbol està codificat com una combinació diferent d'amplitud i fase de la portadora, de manera que cada símbol està representat per un punt del diagrama de constel·lació, anomenat punt de constel·lació. El diagrama de constel·lacions mostra tots els símbols possibles que el sistema pot transmetre com un conjunt de punts. En un senyal modulat en freqüència o fase, l'amplitud del senyal és constant, de manera que els punts es troben en un cercle al voltant de l'origen. La portadora que representa cada símbol es pot crear sumant diferents quantitats d'ona cosinus que representa la portadora "I" o en fase, i una ona sinusoïdal, desplaçada 90° de la portadora I anomenada "Q" o portadora en quadratura. Així, cada símbol es pot representar amb un nombre complex, i el diagrama de la constel·lació es pot considerar com un pla complex, amb l'eix real horitzontal que representa la component I i l'eix imaginari vertical que representa la component Q. Un detector coherent és capaç de demodular de manera independent aquests portadors. Aquest principi d'utilitzar dues portadores modulades independentment és la base de la modulació en quadratura. En la modulació de fase pura, la fase del símbol modulador és la fase del propi portador i aquesta és la millor representació del senyal modulat.
Un "diagrama d'espai de senyal" és un diagrama de constel·lació ideal que mostra la posició correcta del punt que representa cada símbol. Després de passar per un canal de comunicació, a causa del soroll electrònic o la distorsió afegit al senyal, l'amplitud i la fase rebudes pel demodulador poden diferir del valor correcte del símbol. Quan es representa en un diagrama de constel·lació, el punt que representa la mostra rebuda es desplaçarà de la posició correcta per a aquest símbol. Un instrument de prova electrònic anomenat analitzador de senyals vectorials pot mostrar el diagrama de la constel·lació d'un senyal digital mitjançant el mostreig del senyal i el dibuix de cada símbol rebut com un punt. El resultat és una "bola" o "núvol" de punts que envolten cada posició de símbol. Els diagrames de constel·lacions mesurades es poden utilitzar per reconèixer el tipus d'interferència i distorsió en un senyal.

## Interpretació[3]
El nombre de punts de la constel·lació en un diagrama dona la mida de l'"alfabet" de símbols que pot transmetre cada mostra, i així determina el nombre de bits transmesos per mostra. Normalment és una potència de 2. Un diagrama amb quatre punts, per exemple, representa un esquema de modulació que pot codificar per separat les 4 combinacions de dos bits: 00, 01, 10 i 11 i, per tant, pot transmetre dos bits per mostra. Així en general una modulació amb {\displaystyle N} els punts de la constel·lació transmeten {\displaystyle \log _{2}N} bits per mostra.
Després de passar pel canal de comunicació, el senyal és descodificat per un demodulador. La funció del demodulador és classificar cada mostra com a símbol. El conjunt de valors de mostra que el demodulador classifica com a símbol donat es pot representar per una regió en el pla dibuixat al voltant de cada punt de la constel·lació. Si el soroll fa que el punt que representa una mostra es desviï a la regió que representa un altre símbol, el demodulador identificarà erròniament aquesta mostra com l'altre símbol, donant lloc a un error de símbol. La majoria dels demoduladors escullen, com a estimació del que realment es va transmetre, el punt de la constel·lació més proper (en un sentit de distància euclidià) al de la mostra rebuda; això s'anomena detecció de màxima probabilitat. Al diagrama de constel·lacions, aquestes regions de detecció es poden representar fàcilment dividint el pla per línies equidistants de cada parell de punts adjacents. La qualitat del senyal rebut es pot analitzar mostrant el diagrama de la constel·lació del senyal al receptor en un analitzador de senyals vectorials. Alguns tipus de distorsió apareixen com a patrons característics al diagrama:
- El soroll gaussià fa que les mostres aterrin en una bola aleatòria al voltant de cada punt de la constel·lació.
- La interferència no coherent de freqüència única es mostra com a mostres fent cercles al voltant de cada punt de la constel·lació.
- El soroll de fase es mostra com a punts de constel·lació que s'estenen en arcs centrats a l'origen.
- La compressió de l'amplificador fa que els punts de cantonada es moguin cap al centre.